# 光電工程

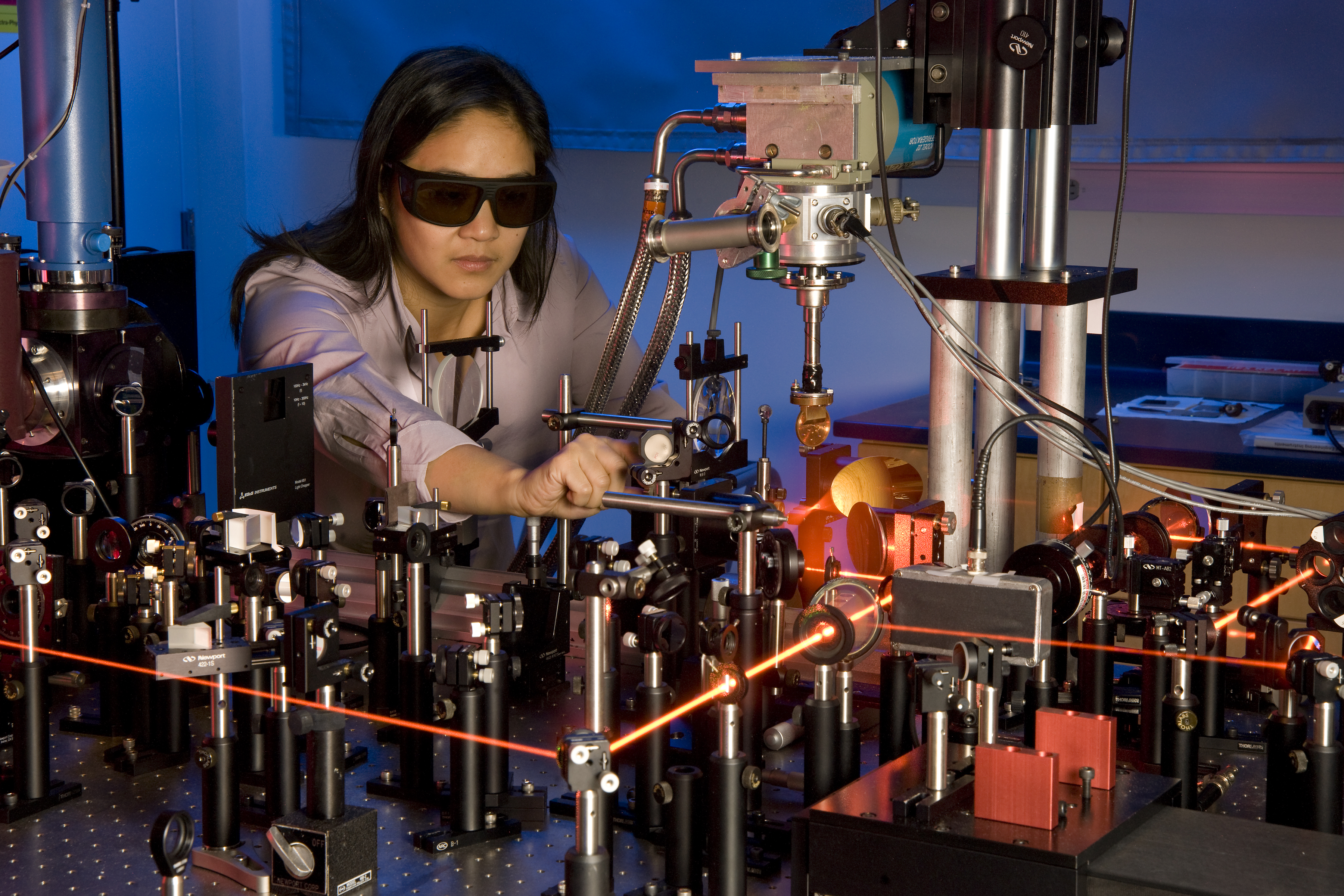
光电实验

光電工程學（英語：optoelectronics），又稱光電子學，指的是與光、電同時相關的科學，將光轉換為電的科學。
光電子學是以光的量子力學（quantum photonics）為基礎，應用於半導體材料上，有時也表現在電場上。
例如光電效應可應用於：
- 光電二極體（photo diodes，包含太陽能電池）
- 光電電晶體（photo transistors）
- 光電子倍增器（photo multipliers）
- 積體光電子電路（IOC）元件

光電導性，則應用於：
- 光電阻（photo resistors）
- 光導相機管（photo conductive camera tubes）
- 感光耦合元件（CCD）

## 光電工程學子領域
- 雷射
- 光纖
- 光儲存
- 光通訊
- 顯示科技
- 光計算
- 光學系統設計（光學設計）
- 非線性光學
- 微元件光學